# Adnan Badran
Adnan Badran, arab. ‏عدنان بدران‎ (ur. 15 grudnia 1935) – jordański naukowiec i polityk, w 2005 premier Jordańskiego Królestwa Haszymidzkiego.
Jego starszy brat Mudar stał na czele rządu jordańskiego w latach 1976–1979, 1980–1984 i 1989–1991. Adnan Badran studiował nauki biologiczne na uczelniach amerykańskich (University of Oklahoma i Michigan State University), następnie brał udział w organizacji jordańskiego szkolnictwa wyższego na wzór amerykański; był profesorem biologii na Uniwersytecie Yarmuk. W 1986 został sekretarzem generalnym Jordańskiego Kolegium Nauki i Technologii, pełnił również funkcje ministerialne – był ministrem rolnictwa (1988) i budownictwa (1989). Przeszedł później do pracy w strukturach UNESCO, gdzie również zajmował kierownicze stanowiska, m.in. zastępcy dyrektora generalnego (1992–1998). Po powrocie do kraju został prezydentem Uniwersytetu Filadelfijskiego w Jordanii i prezesem Arabskiej Akademii Nauk.
Od kwietnia do listopada 2005 pełnił funkcję premiera i ministra obrony Jordanii.